# Leiurus quinquestriatus
Leiurus quinquestriatus är en skorpionart med ett av de starkaste gifterna som kan ha dödlig utgång för barn. Arten kallas på svenska ibland för dödsskorpion.

## Underarter och utbredning
Vanligen skiljs mellan två underarter. L. q. quinquestriatus lever i nordöstra Afrika från Algeriet och Niger i väst till Somalia i öst och söderut till Sudan. L. q. hebraeus har sitt utbredningsområde i västra Asien och på Arabiska halvön från Turkiet i norra till Oman och Jemen i syd samt österut till Iran. Habitatet utgörs av öknar, halvöknar och av andra torra landskap.

## Utseende
Leiurus quinquestriatus blir 80 till 110 mm lång och väger 1,0 till 2,5 g. Färgen är allmänt gulaktig med flera brunaktiga märken. Kännetecknande är flera rännor på ryggsköldens olika delar. Det förekommer 2 ögon på huvudets topp och 2 till 5 par ögon vid huvudets främre kant. Däremot är synen inte bra utvecklad.

## Ekologi
Individerna vilar vanligen under stenar eller i underjordiska bon som övertogs från andra djur. Enklare håligheter kan skorpionen gräva själv. Arten är aktiv på natten och den äter olika ryggradslösa djur som insekter, maskar, spindlar, mångfotingar och även andra skorpioner. Leiurus quinquestriatus känner de vibrationer som bytena gör när de går förbi gömstället.
Arten jagas själv av större skorpioner, av stora mångfotingar (gäller främst ungar) och dessutom är kannibalism inte ovanlig.
Honor av arten föder liksom hos andra skorpioner levande ungar (vivipari). En kull kan ha 35 till 87 ungar.

## Giftet
Skorpionens gift är med ett LD50 värde av 0,16–0,50 mg/kg mycket farligt för människor (främst barn). En undersökning från Israel visade däremot att cirka 97 procent av de vuxna människor som drabbas klarar sig med lokala symptom.